# کارلوس سالسیدو
کارلوس آرنولدو سالسیدو فلورس (اسپانیایی: Carlos Arnoldo Salcido Flores‎؛ زادهٔ ۲ آوریل ۱۹۸۰) بازیکن فوتبال اهل مکزیک است.
وی همچنین در تیم ملی فوتبال مکزیک بازی کرده‌است.